# Zannekin (vereniging)
Zannekin is een in Vlaanderen gevestigde Heel-Nederlandsgezinde vereniging annex stichting, die informatie biedt over de geschiedenis en cultuur van de grensgebieden van de Lage Landen die niet behoren tot Nederland of België maar in handen gevallen zijn van Duitsland en Frankrijk, en uiteraard het land Luxemburg.
Het organiseert studiereizen en -bijeenkomsten en publiceert elk jaar een Jaarboek De Nederlanden (ex muros). Daarnaast geeft het een nieuwsbrief uit.
Zannekin is vernoemd naar Vlaams opstandelingenleider Nicolaas Zannekin, die werd geboren in het Frans-Vlaamse Kassel.